# Bergeggi
Bergeggi (tiếng Liguria: Berzezzi) là một đô thị ở tỉnh Savona ở vùng Liguria của Ý, có khoảng cách khoảng 90 km về phía tây nam của Genoa và khoảng 50 km về phía tây nam của Savona. Tại thời điểm ngày 31 tháng 12 năm 2004, đô thị này có dân số 1.212 người và diện tích là 3,7 km².
Bergeggi giáp các đô thị: Spotorno và Vado Ligure.

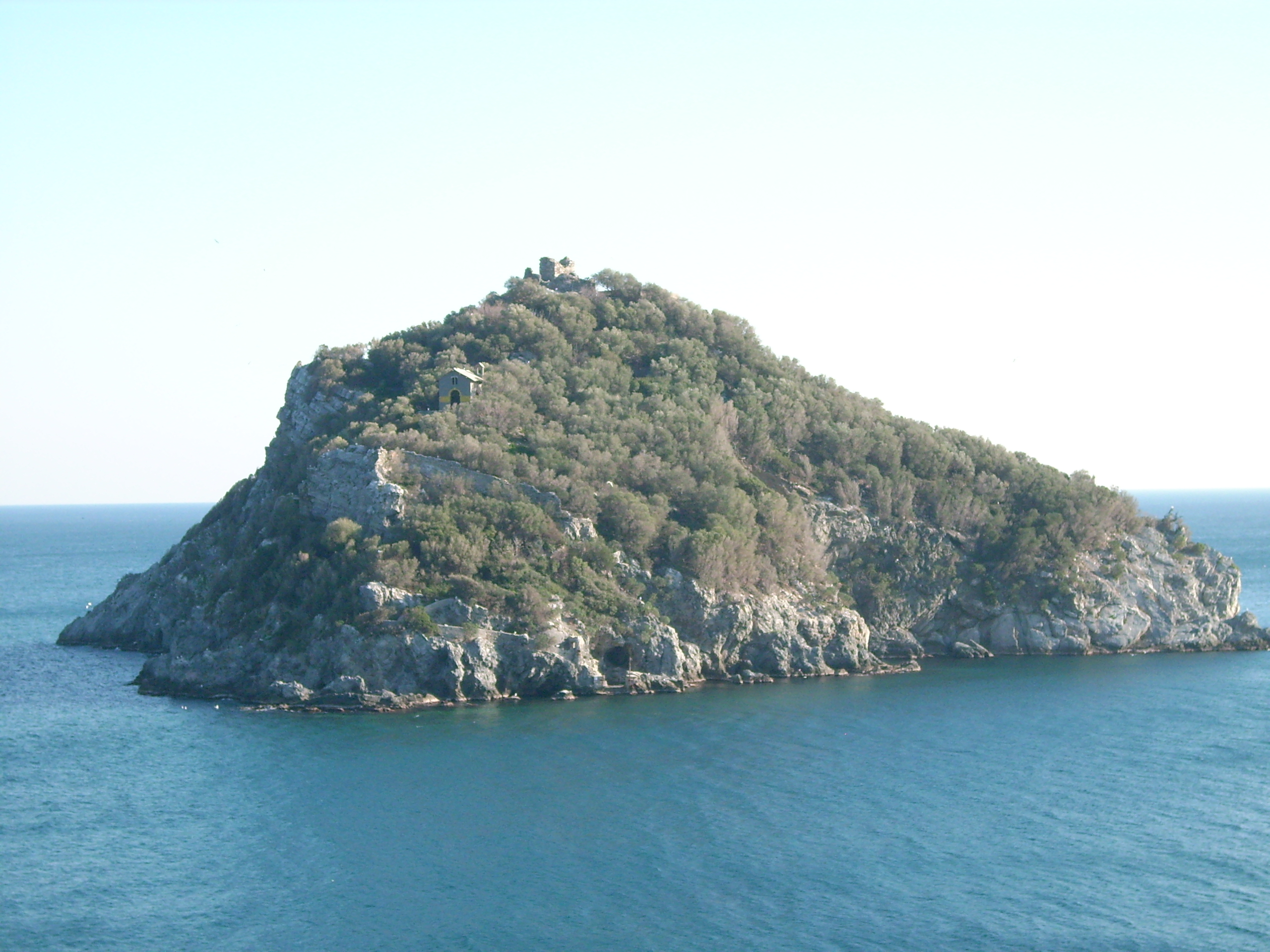
Đảo Bergeggi và bờ biển xung quanh tạo nên một Khu bảo tồn thiên nhiên vùng